# Turið Torkilsdóttir
Turið Torkilsdóttir [ˈtuːɹɪ ˈtɔʃtʃɪlsˌdœtːɪɹ] „Megineinkja“ (* um 960 in Ulfdal im Dovrefjell, Norwegen; † vor 1047 in Skúvoy?/Färöer) ist eine Figur der Färingersaga. In anderen Sprachen heißt sie auch isländisch Þuríður, englisch Thurið, dänisch Turid, deutsch Thuride; Megineinkja [ˈmɛːjɪnˌanca] (Häuptlingswitwe) war seit 1005 ihr Beiname.

## Hintergrund
Turið [ˈtuːrɪ] war die erste Färingerin in der Geschichte, über die mehr bekannt ist, als nur ihr Name. Zur Wikingerzeit auf den Färöern war sie eine einflussreiche Frau. Der Vorname Turið ist heute noch ein üblicher Frauenname auf den Färöern.
Turið war die Tochter von Ragnhild Toralfsdóttir und Torkil Barfrost aus Norwegen. Turiðs Nachname Torkilsdóttir (Torkils Tochter) dient hier der Unterscheidung zu anderen Trägerinnen des Vornamens, in der Literatur wird sie meist nur Turið (Häuptlingswitwe) genannt. Ihr Geburtsjahr ist nicht bekannt, aber die Färingersaga erzählt, dass Sigmundur Brestisson und Tóri Beinisson bei ihrer Reise durch Norwegen um 973 nach Ulfdal im Dovrefjell kamen, wo Turiðs Eltern lebten, und dass sie damals „ganz jung“ war, später ein Verhältnis mit Sigmundur anfing und um 979 von ihm schwanger war. Es ist davon auszugehen, dass sie mit dem damals 18-Jährigen etwa gleichaltrig war.
Während ihre Tochter Tóra also um diese Zeit geboren wurde, heiratete sie Sigmundur wahrscheinlich erst um 986, nachdem er das dritte Mal in Norwegen war. Die Hochzeit soll gemäß der Färingersaga auf dem Hof von König Håkon Jarl bei Trondheim stattgefunden haben und sieben Tage gedauert haben. Im Herbst zog die junge Familie dann auf die Färöer, wo Turið den Rest ihres Lebens verbrachte.
Zusammen mit Sigmundur hatte sie noch vier weitere Kinder, die Söhne Tórálvur, Steingrímur, Brandur und Heri. Sie alle lebten auf dem Hof in Skúvoy.